# Retabel der Mittelaltersammlung des St.-Annen-Museums

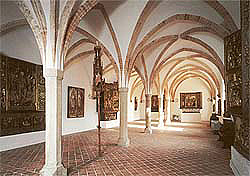
Altäre im St.-Annen Museum (2005)

Liste der Retabel in der Mittelaltersammlung des St.-Annen-Museums in Lübeck.

## Sammlung
Die Sammlung entstand 1915 mit Einrichtung des St.-Annen Museums unter Übernahme der Bestände des Museums am Dom, das seinerseits die im Hochchor der Katharinenkirche im 19. Jahrhundert entstandene Sammlung des Konservators Carl Julius Milde übernommen hatte.
| Altar                                                   | Datierung                                               | Bildschnitzer                                                                                         | Maler                                                             | Herkunft                                                    | Besonderheiten | Abbildung |  |
| ------------------------------------------------------- | ------------------------------------------------------- | --- | ----------------------------------------------------------------- | ----------------------------------------------------------- | --- | --------- |  |
| Warendorp-Altar                                         | 1340 (Skulptur) 1400 (Malerei)                          | unbekannt                                                                                             | unbekannt                                                         | Lübecker Dom                                                | Flügelaltar (117 × 116,5 × 10,5 cm) mit der Tugendkreuzigung, aus der Warendorp-Kapelle, später in der Brömbsen-Kapelle, seit 1948 als Leihgabe im St.-Annen-Museum. Der älteste hölzerne Flügelaltar in Lübeck. Neufassung der Bemalung der Flügelaußenseiten um 1400. |           |  |
| Grönauer Altar                                          | 1420er–1430                                             | unbekannte Werkstatt in Flandern                                                                      | unbekannt, Lübeck 1430                                            | Aegidienkirche                                              | Der einzige Hochaltar in der Sammlung des St.-Annen-Museums stammt ursprünglich aus der Aegidienkirche und wurde von dort nach Aufstellung des heute noch vorhandenen Barockaltars 1709 der Siechenkapelle in Klein Grönau überlassen. Von dort kam er 1911 in das Museum. Mittelschrein 149 × 300 × 18 cm. |           |  |
| Zirkelbrüder-Altar auch: Schwartauer Altar              | 1408 bzw. früher (Sandsteinrelief) 1430 (Flügelmalerei) | Westfälische Werkstatt                                                                                | unbekannter Lübecker Maler                                        | Katharinenkirche                                            | Stiftung der Angehörigen der Zirkelgesellschaft, später in der Georgskapelle des Schwartauer Siechenhauses. |           |  |
| Passionsaltar                                           | 1440er (Steinmetzarbeit) 1470er (Bildschnitzerei)       | unbekannte Werkstatt südl. Niederlande (Steinmetzarbeit) unbekannter Meister Lübeck (Bildschnitzerei) | ./.                                                               | St.-Jürgen-Kapelle                                          | Mittelteil (156 × 178 × 14 cm) als Fragment eines Flügelaltars, seit 1916 im Museum. Das Bildprogramm zeigt (unvollständig) die Passionsgeschichte. Die fehlenden Bilder werden auf den ehemaligen Altarflügeln vermutet. |           |  |
| Johannesaltar der Schonenfahrer                         | 1475                                                    | ./.                                                                                                   | Bernt Notke                                                       | Lübecker Marienkirche                                       | Fragment des Altars der Schonenfahrer bestehend nur aus den Rückseiten der Außenflügel (101 × 71 × 12,5 cm). |           |  |
| Altar des Kranenconvents                                | 1470er                                                  | Johannes Stenrat (Umkreis)                                                                            | Hermen Rode (Werkstatt)                                           | Kranen-Konvent                                              | Flügelaltar aus der Hauskapelle des ehemaligen Beginenhauses (101,5 × 171 cm), seit 1848 im Museum. |           |  |
| Annen-Schrein                                           | 1480–1500                                               | Bernt Notke (Umkreis)                                                                                 | Wilm Dedeke (Umkreis)                                             | Aegidienkonvent oder Michaeliskonvent                       | Flügelaltar (131 × 57,5 × 29 cm) aus einem der beiden Beginenhäuser; Figur der Anna selbdritt mit dem Jesuskind auf dem Arm, daneben kleiner, die gekrönte Maria. Die Flügelmalerei thematisiert die Heilige Sippe. |           |  |
| Lukas-Altar                                             | 1484                                                    | Johann Stenrat (Umkreis)                                                                              | Hermen Rode                                                       | Katharinenkirche                                            | Der Doppelflügelaltar der Lübecker Lukasbruderschaft mit Predella (Mittelschrein 174 × 115 × 22 cm; Flügel 174 × 57 × 22 cm) kam 1892 in das Museum. |           |  |
| Annen-Altar                                             | 1488                                                    | ./.                                                                                                   | unbekannt                                                         | Sammlung Karl Ludwig Roeck                                  | Flügelaltar (67,5 × 51 cm) erworben aus dem Nachlass 1869; wohl Hausaltar unbekannter Vorprovenienz. |           |  |
| Greveraden-Altar                                        | 1491                                                    | ./.                                                                                                   | Hans Memling                                                      | Lübecker Dom                                                | Flügelretabel mit der Passion Christi (Mitteltafel 221,5 × 167 cm; Flügel 221,5 × 83 cm), Stiftung der Familie Greverade für die Greveraden-Kapelle des Doms, dort 1939 gesichert gelagert und seit 1945 im St.-Annen-Museum als Eigentum der Hansestadt Lübeck, die Rechtsnachfolgerin der Familienstiftung ist. |           |  |
| Fronleichnamsaltar                                      | 1496                                                    | Henning von der Heyde                                                                                 | Wilm Dedeke (Altarflügel) Meister des Bützow-Altars (Standflügel) | Maria-Magdalenenkirche (Burgkirche)                         | Doppelflügelaltar mit einem Paar festen Standflügeln sowie Predella (Mittelschrein 238,5 × 134,5 × 30 cm; Flügel 238,5 × 67 × 22 cm; Standflügel 256 × 67 cm). Auftragsarbeit der aus Lübecker Patriziern bestehenden Heiligen Leichnamsbruderschaft im Wert von 451 Mark lübisch. |           |  |
| Rese-Altar                                              | 1499                                                    | Imperialissima-Meister (Umkreis)                                                                      | unbekannt, dem Meister des Güstrower Altars nahestehend           | Marienkirche                                                | Flügelaltar mit Predella (Mittelschrein 174 × 114 × 20,5 cm; Flügel 174 × 57,5 × 12,5 cm). Letztwillige Stiftung in Zusammenhang mit der Einrichtung einer Vikarie in der Marienkirche durch den Bergenfahrer Hans Rese. |           |  |
| Flügelretabel mit der Heiligen Sippe (Schlutuper Altar) | 1500 (ca.)                                              | Meister des Schlutuper Altars                                                                         | Bernt Notke (Umkreis, Meister der Revaler Passion)                | Katharinenkirche                                            | Der Doppelflügelaltar (Mittelschrein 177 × 116 × 27,5 cm; Flügel 177 × 57,5 × 14 cm) kam 1848 in die Sammlung des Museums. In seiner jetzigen Form ist der Altar eine Kombination von Teilen zweier Altäre der Katharinenkirche. |           |  |
| Gertruden-Altar                                         | 1509                                                    | Henning von der Heyde (Umkreis)                                                                       | Hermen Rode (Umkreis)                                             | Maria-Magdalenenkirche (Burgkirche)                         | Flügelaltar (Mittelschrein 138 × 181 × 20 cm; Flügel 138 × 90 × 18,5 cm). Stiftung der Gertrudenbruderschaft der Träger, daher steht die heilige Gertrud im Mittelpunkt der Heiligen Sippe. |           |  |
| Vierzehn Nothelfer-Altar                                | 1510 (ca.)                                              | ./.                                                                                                   | unbekannt, dem Meister des Hamburger Domaltars nahestehend        | Aegidienkonvent oder Michaeliskonvent                       | Flügelaltar aus einem der beiden Beginenhäuser. Seit 1848 im Museum. |           |  |
| Sippenaltar der Georgsbruderschaft                      | 1510/15                                                 | Meister des Sippenaltars                                                                              | unbekannt                                                         | Maria-Magdalenenkirche (Burgkirche)                         | Flügelaltar (Mittelschrein 181 × 118 × 23 cm; Flügel 181 × 58 × 15,5 cm) der Georgsbruderschaft, in der die Reitenden Diener des Rates der Stadt Lübeck verbunden waren. Er ist seit 1848 im Museum. |           |  |
| Wurzel Jesse-Altar                                      | 1515                                                    | Meister der Burgkirchenaltäre                                                                         | unbekannt, von Erhart Altdorfer beeinflusst                       | Maria-Magdalenenkirche (Burgkirche)                         | Flügelaltar. |           |  |
| Gavnø-Retabel                                           | 1515–1518                                               | | Jacob van Utrecht                                                 |                                                             | Verkündigungsaltar mit Hermann Plönnies und seiner ersten Ehefrau Ida, geborene Greverade, mit ihren Schutzheiligen Matthias und Katharina dar. Im 18. Jahrhundert kam es für drei Jahrhunderte in die Sammlung Reedtz-Thott auf Schloss Gavnø. Es wurde 2011 erworben. |           |  |
| Kreuzaltar                                              | 1515/20                                                 | Henning-von-der-Heyde-Nachfolger (Mittelschrein) Benedikt Dreyer (Flügel)                             | Hermen-Rode-Schüler                                               | Katharinenkirche                                            | Flügelaltar (Mittelschrein 177 × 150 × 30 cm; Flügel 177 × 75 × 13,5 cm); kam 1892 in die Sammlung des Museums. |           |  |
| Maria Magdalenen-Altar der Bruderschaft der Schneider   | 1519                                                    | Meister der Burgkirchenaltäre                                                                         | Erhart Altdorfer                                                  | Maria-Magdalenenkirche (Burgkirche)                         | Fragment des von den Schneidergesellen an ihre Bruderschaft gestifteten Doppelflügelaltars mit Predella, die Außen- und Standflügel wurden abgetrennt und gelangten als einzelne Tafelbilder an den Kunstmarkt und in die Sammlung des Kunstliebhabers Johann Nepomuk Graf Wilczek auf Burg Kreuzenstein, zwei davon befinden sich heute im Allen Memorial Art Museum im Oberlin College in Ohio, die zwei weiteren wurden dort ebenfalls katalogisiert, sind aber nicht mehr auffindbar. 2024 gelangten sie in den deutschen Kunsthandel und konnten zurück erworben werden; sie werden jetzt unter Verzicht auf eine Rekonstruktion neben dem Fragment aufgestellt. Der Mittelschrein misst 231 × 132 × 26 cm, die Flügel 231 × 66 × 17,5 cm und kam 1848 in die Sammlung des Lübecker Museums. |           |  |
| Thomas-Altar der Bruderschaft der Brauerknechte         | 1520                                                    | Meister der Burgkirchenaltäre                                                                         | Meister des Thomasaltars (Flügel) Erhart Altdorfer (Standflügel)  | Maria-Magdalenenkirche (Burgkirche)                         | Doppelflügelaltar mit Standflügeln und Predella. Seit 1848 im Museum. |           |  |
| Kerckring-Altar                                         | 1520                                                    | ./.                                                                                                   | Jacob van Utrecht                                                 | Besitz des Lübecker Ratsherrn Hinrich Kerckring             | Flügelaltar, geschaffen als Hausaltar für Hinrich Kerckring. Die Mitteltafel (76 × 61 cm) zeigt eine Maria lactans, die Innenseiten der Flügel den Stifter und seine Frau. Weitere Provenienzgeschichte über Jahrhunderte ungeklärt. Im 19. Jahrhundert Bestandteil der Sammlung Friedrich Wilhelm Brederlo in Riga. Eine der spannenden Lübecker Geschichten über glückliche Restitution von Beutekunst. |           |  |
| Antonius-Altar                                          | 1522                                                    | Benedikt Dreyer                                                                                       | Hans von Köln                                                     | Maria-Magdalenenkirche (Burgkirche)                         | Flügelaltar (239 × 134,5 × 28 cm) mit der Statue des heiligen Antonius, Auftragsarbeit der Antoniusbruderschaft (1520) im Wert von 310 Mark lübisch. |           |  |
| Laurentius-Altar der Bruderschaft der Brauerknechte     | 1522                                                    | Meister des Prenzlauer Hochaltars                                                                     | Jacob van Utrecht (Umkreis), früher Zuschreibung an Hans Kemmer   | Maria-Magdalenenkirche (Burgkirche)                         | Der Doppelflügelaltar der Bruderschaft der Brauersknechte (Mittelteil 150 × 150 × 20 cm; Flügel 148 × 75 × 20 cm) gelangte 1848 in die Sammlung des Museums. |           |  |
| Verkündigungsaltar                                      | 1523/25                                                 | | Jacob van Utrecht                                                 | Aus Privatbesitz. 2011 bei Christie’s in London ersteigert. | Triptychon mit den Bildern des Stifters und Ratsherrn Hermann Plönnies und seiner Frau, früher in der Sammlung Reedtz-Thott auf Schloss Gavnø auf der Insel Gavnø bei Næstved auf Seeland, seit 2012 im St. Annen-Museum in Lübeck. |           |  |
| Marienaltar auch: Rosenkranzaltar                       | 1525 (ca.)                                              | unbekannter Meister in Hildesheim oder Mecheln                                                        | übermalt                                                          | Heiligen-Geist-Hospital                                     | Flügelaltar mit Predella (Mittelschrein 222,5 × 217 × 27 cm; Flügel 235,5 × 85,5 × 16 cm) als Leihgabe der Stiftung Heiligen-Geist-Hospital seit 1989 im St.-Annen-Museum. Er stellt den prunkvollsten Schrein der Sammlung dar. |           |  |
| Antwerpener Wurzel Jesse Altar                          | 1510 (ca.)                                              | ./.                                                                                                   | unbekannt                                                         | Jakobikirche                                                | Fragment eines Flügelaltars bestehend aus vier Altarflügeln (ohne Mittelteil), Flügelmaß 191 × 49,5 cm, mit Antwerpener Brandzeichen. 1848 von der Jakobikirche dem Museum überwiesen, ursprünglich dort in einer Seitenkapelle. Malereien im Stile von Hugo van der Goes bzw. Geertgen tot Sint Jans. Das St.-Annen-Museum verfügt auch über eine kleine Wurzel-Jesse-Figur, die aus dem verlorenen Mittelteil des Altars stammen soll. |           |  |